# Street Fighter
Street Fighter (ストリートファイター Sutorīto Faitā) là một trong những loại trò chơi điện tử đối kháng nổi tiếng trên toàn thế giới với cách chiến đấu tay đôi và một chọi một. Hãng Capcom đã cho giới thiệu game này lần đầu tiên vào tháng 8 năm 1987 và đã qua phiên bản khác nhau cho đến ngày nay. Rất nhiều đòn thế trong game được mô phỏng từ những đòn thế võ thuật có thật từ các trường phái võ thuật trên thế giới.

## Lịch sử

### Street Fighter(1987)

Ryu vs. Retsu trong Street Fighter.

Dòng game này được sáng chế lần đầu bởi Takashi Nishiyama và Hiroshi Matsumoto. Tuy có khá nhiều trục trặc và hình ảnh chuyển động còn thô thiển, nhưng phiên bản đầu tiên này đã đặt nền tảng cho các series kế tiếp thành công hơn.
Nhân vật chính trong game này là Ryu và đối thủ của anh là Ken. Trong game, người chơi sẽ điều khiển nhân vật Ryu thi đấu tại 5 quốc gia khác nhau. Các đòn thế mô phỏng bấy giờ còn rất hạn chế và không đa dạng phong phú. Tuy nhiên, những đặc điểm cơ bản của nhân vật đầu tiên đã ảnh hưởng xuyên suốt và hầu như không thay đổi về sau này.
Game được xuất bản ban đầu trên hệ máy cũ của NEC, TurboGrafx-CD với cái tên Fighting Street. Về sau, nó được xuất bản chung trong các đĩa tập hợp games như Capcom Classics Collection Vol. 2 (PS2 và Xbox) và Capcom Classics Collection Remixed (PSP).

### LoạtStreet Fighter II(1991–1995)
Street Fighter II: The World Warrior (tạm dịch là Thế giới của chiến binh) là phần tiếp theo của Street Fighter, dựa theo một trò chơi không mấy thành công Final Fight. Nó được thiết kế bởi Akira Nishitani (Nin-Nin) và Akira Yasuda (Akiman) và bắt đầu được phát triển để có thể chơi trên máy tính gia đình và hệ máy ZX Spectrum, một trong những hệ máy CP sớm nhất của Capcom.
Street Fighter II là trò chơi theo hình thức một-chọi-một đầu tiên trên thế giới, người chơi sẽ chọn một nhân vật cho mình và đấu với từng võ sĩ khác nhau theo độ khó tăng dần, có thể sử dụng 2 đến 3 đòn đặc biệt để tấn công đối phương. Trong trò chơi này đã thêm nhân vật nữ võ sĩ Chun-Li đến từ Trung Quốc và cũng là nhân vật võ sĩ nữ trong games đầu tiên trên thế giới.
Bản nâng cấp tiếp theo của Street Fighter II với tên gọi Street Fighter II-Champion Editon, trò chơi này người chơi có thể chọn 4 Deva (được coi là boss) với chất lượng hình ảnh được nâng cao hơn và rõ nét hơn. Trong bản nâng cấp thứ hai, Street Fighter II-Hyper Fighting đã tăng lên tốc độ của trò chơi, cùng với một số kỹ thuật chiến đấu mới của các nhân vật cũng đã được nâng cấp thêm (như cú đánh Kikoken của Chun-Li hay Yoga Teleport của Dalshim).
Super Street Fighter II, là phiên bản thứ ba của series Street Fighter II, xuất hiện với 4 nhân vật mới (Cammy, Fei Long, Dee Jay và T. Hawk), cùng với hình ảnh và âm thanh được nâng cấp cao hơn. Phiên bản này mang thêm một số động tác mới (Shoryuken của Ken và Kikoken của Chun-Li). Đây cũng là game thuộc hệ điều hành CP System II của Capcom và phiên bản thứ 5, Super Street Fighter II Turbo (Super Street Fighter II X ở Nhật Bản) mang đến khả năng Hyper Fighting với các màn Super Combos, cùng với một nhân vật ẩn Akuma.
Vào năm 1997, Capcom cho ra bản Street Fighter Collection cho hệ máy Play Station và Sega Saturn, được theo mẫu của Street Fighter Collection 2 (Capcom Generation Vol. 5 ở Nhật Bản), cũng phát hành cùng hai loại máy trên và bao gồm Street Fighter II, Champion Edition, Hyper Fighting.
Năm 2008, Capcom cho phát hành Super Street Fighter II Turbo HD Remix, đồ họa trong game cũng được nâng cấp để trở nên rõ nét hơn thay vì những khối vuông xếp vào nhau tạo thành nhân vật. Hình ảnh bìa đĩa được trình bày bởi các họa sĩ từ UDON.
Ngoài ra Street Fighter II và Super Street Fighter II còn được phát hành trên di động.

### LoạtStreet Fighter Alpha(1995-1998)

Guy và Cody trong Street Fighter Alpha 3.

Street Fighter Alpha (Street Fighter Zero ở Nhật Bản và châu Á), trở thành một trò chơi tiếp theo trong series. Alpha có thêm hệ thống Super Combo từ Super Turbo. Cốt truyện của phiên bản Alpha xảy ra vào khoảng thời gian ở giữa game Street Fighter và Street Fighter II, game này đưa thêm một số nhân vật khác trong game của CAPCOM như Adon từ phiên bản nguyên gốc của Street Fighter và Guy của Final Fight.
Street Fighter Alpha 2 bổ sung thêm sàn đấu và nhân vật mới. Hệ thống Chain Combo được đổi thành Custom Combos. Ngoài ra phiên bản home bổ sung Cammy là nhân vật ẩn.
Phiên bản Alpha thứ ba, Street Fighter Alpha 3 phát hành vào năm 1998. Game này đã tăng số lượng nhân vật thành 28 và 3 nhân vật ẩn. Tựa game này được phát hành ở các hệ máy Game Boy Color, Super NES, Dreamcast và cả Windows.

### LoạtStreet Fighter III(1997–1999)

Ryu và Ken trong Street Fighter III 2nd Impact.

Sau những thành công vang dội của Street Fighter II thì Street Fighter III, một phiên bản tiếp theo cũng đã xuất hiện lần đầu tiên vào năm 1997. Hệ game này có thể chơi được trên máy Acardes và hệ máy Dreamcast của SEGA. Nhân vật chính trong game lần này được thay đổi thành Alex, nữ ninja Ibuki thay cho nhân vật nữ chính Chun-Li, Gill thay thế cho M.Bison.
Vài tháng sau, Street Fighter III được phát hành và bổ sung thêm nhân vật Hugo, Urien, ngoài ra còn sự thay đổi về âm nhạc lẫn sàn thi đấu.
Street Fighter III là bản nâng cấp cuối cho Street Fighter III, đưa thêm nhân vật Chun-Li và Remy, cô gái karate Makoto, Q và Twelve. Phiên bản này có thay đổi về mặt âm nhạc lẫn người lồng giọng cho nhân vật.

### LoạtStreet Fighter IV(2008-2010)

Abel và Ryu trong Street Fighter IV.

Vào ngày 17 tháng 10, năm 2007, sau hơn 8 năm kể từ ngày phát hành Street Fighter III 3rd Strike trên hệ máy arcade, Capcom phát hành Street Fighter IV trong buổi Capcom Gamers Day tại London.Cốt truyện xảy ra vào thời điểm giữa Street Fighter II và Street Fighter III.Cách thức chơi game vẫn giống như game 2D truyền thống nhưng lại được tạo dựng trên nền 3D, ngoài ra còn sử dụng phương thức Sumi-e painting, kiểu đồ họa vảy mực tàu truyền thống của người Nhật.
Phiên bản Arcade của trò chơi này được chạy trên ổ cứng Taito Type X2, được phát hành tại Nhật vào tháng 7 năm 2008 và lan rộng ra các nước Châu Âu hơn một tháng sau đó.Phiên bản home được phát hành tại Mỹ và châu Âu vào tháng 2 năm 2009 cho các máy PlayStation 3 và Xbox 360, phát hành trên hệ Windows PC vào tháng 7 năm 2009.
Trò chơi này bổ sung thêm 6 nhân vật mới bao gồm Abel, C.Viper, Rufus,El Fuerte, boss của game Seth, và Akuma.Những nhân vật được đưa lại gồm Ryu, Ken, Chun-Li, Cammy, Akuma, Sakura, Bison, Sagat, Balrog, Vega, Blanka, Guile, Zangief, Dhalsim, E. Honda, Fei Long, Rose, Gen, và Dan.
Street Fighter IV được phát hành trên hệ máy iPhone vào tháng 3, năm 2010.Các nhân vật bao gồm Ryu, Ken, Guile, Blanka, Chun-Li, Dhalsim, Bison, và Abel.
Ngày 28 tháng 9 năm 2010, Capcom cho ra phiên bản Super Street Fighter IV.Các nhân vật được thêm vào gồm Dee Jay, T.Hawk, Cody, Guy, Adon, Ibuki, Makoto, Dudley và hai nhân vật mới- Juri và Hakan.Tựa game này được phát hành vào 27 tháng 4, trên hệ máy Xbox 360 và Play Station 3.

## Nhân vật
Street Fighter có một sự đa dạng về cả nhân vật lẫn quốc tịch của mỗi người. Dưới đây là danh sách các nhân vật trong Street Fighter và số lần xuất hiện của họ.
| Nhân vật        | Street Fighter | Street Fighter II | Street Fighter: The Movie | Street Fighter Alpha (Zero) | Street Fighter EX | Street Fighter III | Super Gem Fighter (Pocket Fighter) | Street Fighter IV | Tổng số lần xuất hiện |
| --------------- | -------------- | ----------------- | ------------------------- | --------------------------- | ----------------- | ------------------ | ---------------------------------- | ----------------- | --------------------- |
| Graphical style | Sprites        | Sprites           | Video capture             | Anime                       | Polygon           | 60 Hz sprites      | Super deformed                     | Cel-shading       |                       |
| Abel            | Không          | Không             | Không                     | Không                       | Không             | Không              | Không                              | 1                 | 1                     |
| Adon            | 1N             | Không             | Không                     | 1                           | Không             | Không              | KhôngC                             | 3                 | 3                     |
| Ace             | Không          | Không             | Không                     | Không                       | 3                 | Không              | Không                              | Không             | 1                     |
| Akuma           | Không          | 5                 | 1                         | 1                           | 1O                | 2                  | 1                                  | 1                 | 7                     |
| Alex            | Không          | Không             | Không                     | Không                       | Không             | 1                  | Không                              | Không             | 1                     |
| Allen           | Không          | Không             | Không                     | Không                       | 1O                | Không              | Không                              | Không             | 1                     |
| Area            | Không          | Không             | Không                     | Không                       | 2+                | Không              | Không                              | Không             | 1                     |
| Balrog          | Không          | 1                 | 1                         | 3H                          | Không             | Không              | KhôngC                             | 1                 | 4                     |
| Birdie          | 1N             | Không             | Không                     | 1                           | Không             | Không              | KhôngC                             | Không             | 2                     |
| Bison II        | Không          | Không             | Không                     | Không                       | 2+                | Không              | Không                              | Không             | 1                     |
| Blade           | Không          | Không             | 1                         | Không                       | Không             | Không              | Không                              | Không             | 1                     |
| Blair           | Không          | Không             | Không                     | Không                       | 1O                | Không              | Không                              | Không             | 1                     |
| Blanka          | Không          | 1                 | 1H                        | 3                           | 2                 | Không              | KhôngC                             | 1                 | 5                     |
| Bloody Hokuto   | Không          | Không             | Không                     | Không                       | 1+                | Không              | Không                              | Không             | 1                     |
| C. Jack         | Không          | Không             | Không                     | Không                       | 1                 | Không              | Không                              | Không             | 1                     |
| C. Viper        | Không          | Không             | Không                     | Không                       | Không             | Không              | Không                              | 1                 | 1                     |
| Cammy           | Không          | 4                 | 1                         | 2′                          | Không             | Không              | KhôngC                             | 2                 | 4                     |
| Charlie         | Không          | Không             | Không                     | 1                           | Không             | Không              | KhôngC                             | KhôngC            | 1                     |
| Chun-Li         | Không          | 1                 | 1                         | 1                           | 1                 | 3                  | 1                                  | 1                 | 7                     |
| Cody            | Không          | Không             | Không                     | 3                           | Không             | Không              | Không                              | 3                 | 2                     |
| Cycloid β       | Không          | Không             | Không                     | Không                       | 1+                | Không              | Không                              | Không             | 1                     |
| Cycloid γ       | Không          | Không             | Không                     | Không                       | 1+O               | Không              | Không                              | Không             | 1                     |
| D. Dark         | Không          | Không             | Không                     | Không                       | 1                 | Không              | Không                              | Không             | 1                     |
| Dan             | Không          | Không             | Không                     | 1                           | Không             | Không              | 1                                  | 2                 | 3                     |
| Darun           | Không          | Không             | Không                     | Không                       | 1                 | Không              | Không                              | Không             | 1                     |
| Dee Jay         | Không          | 4                 | 1H                        | 3H                          | Không             | Không              | KhôngC                             | 3                 | 4                     |
| Dhalsim         | Không          | 1                 | 1                         | 2                           | 1H                | Không              | KhôngC                             | 1                 | 5                     |
| Dudley          | Không          | Không             | Không                     | Không                       | Không             | 1                  | Không                              | 3                 | 2                     |
| E. Honda        | Không          | 1                 | 1                         | 3                           | Không             | Không              | KhôngC                             | 1                 | 4                     |
| Eagle           | 1N             | Không             | Không                     | 3↑H                         | Không             | Không              | Không                              | Không             | 2                     |
| El Fuerte       | Không          | Không             | Không                     | Không                       | Không             | Không              | Không                              | 1                 | 1                     |
| Elena           | Không          | Không             | Không                     | Không                       | Không             | 1                  | KhôngC                             | Không             | 1                     |
| Evil Ryu        | Không          | Không             | Không                     | 2                           | 1+                | Không              | Không                              | 4                 | 3                     |
| Fei Long        | Không          | 4                 | Không                     | 3H                          | Không             | Không              | KhôngC                             | 2                 | 3                     |
| Garuda          | Không          | Không             | Không                     | Không                       | 1                 | Không              | Không                              | Không             | 1                     |
| Geki            | 1N             | Không             | Không                     | Không                       | Không             | Không              | Không                              | Không             | 1                     |
| Gen             | 1N             | Không             | Không                     | 2                           | Không             | Không              | KhôngC                             | 2                 | 3                     |
| Gill            | Không          | Không             | Không                     | Không                       | Không             | 1N                 | Không                              | Không             | 1                     |
| Gouken          | Không          | Không             | Không                     | KhôngC                      | Không             | Không              | Không                              | 2                 | 1                     |
| Guile           | Không          | 1                 | 1                         | 3H                          | 1                 | Không              | KhôngC                             | 1                 | 5                     |
| Guy             | Không          | Không             | Không                     | 1                           | Không             | Không              | KhôngC                             | 3                 | 2                     |
| Hakan           | Không          | Không             | Không                     | Không                       | Không             | Không              | Không                              | 3                 | 1                     |
| Hayate          | Không          | Không             | Không                     | Không                       | 2O                | Không              | Không                              | Không             | 1                     |
| Hokuto          | Không          | Không             | Không                     | Không                       | 1                 | Không              | Không                              | Không             | 1                     |
| Hugo            | Không          | Không             | Không                     | KhôngC                      | KhôngC            | 2                  | Không                              | KhôngC            | 1                     |
| Ibuki           | Không          | Không             | Không                     | Không                       | Không             | 1                  | 1                                  | 3                 | 3                     |
| Ingrid          | Không          | Không             | Không                     | 3↑↑H                        | Không             | Không              | Không                              | Không             | 1                     |
| Joe             | 1N             | Không             | Không                     | Không                       | Không             | Không              | Không                              | Không             | 1                     |
| Juli            | Không          | Không             | Không                     | 3                           | Không             | Không              | Không                              | KhôngC            | 1                     |
| Juni            | Không          | Không             | Không                     | 3                           | Không             | Không              | Không                              | KhôngC            | 1                     |
| Juri            | Không          | Không             | Không                     | Không                       | Không             | Không              | Không                              | 3                 | 1                     |
| Kairi           | Không          | Không             | Không                     | Không                       | 1                 | Không              | Không                              | KhôngC            | 1                     |
| Karin           | Không          | Không             | Không                     | 3                           | Không             | Không              | Không                              | Không             | 1                     |
| Ken             | 1              | 1                 | 1                         | 1                           | 1                 | 1                  | 1                                  | 1                 | 8                     |
| Lee             | 1N             | Không             | Không                     | Không                       | Không             | Không              | Không                              | Không             | 1                     |
| M. Bison        | Không          | 1                 | 1                         | 1                           | 1                 | Không              | KhôngC                             | 1                 | 5                     |
| Maki            | Không          | Không             | Không                     | 3↑H                         | Không             | Không              | Không                              | Không             | 1                     |
| Makoto          | Không          | Không             | Không                     | Không                       | Không             | 3                  | Không                              | 3                 | 2                     |
| Mike            | 1N             | Không             | Không                     | Không                       | Không             | Không              | Không                              | Không             | 1                     |
| Nanase          | Không          | Không             | Không                     | Không                       | 2                 | Không              | Không                              | Không             | 1                     |
| Necro           | Không          | Không             | Không                     | Không                       | Không             | 1                  | Không                              | Không             | 1                     |
| Oro             | Không          | Không             | Không                     | Không                       | Không             | 1                  | KhôngC                             | Không             | 1                     |
| Pullum          | Không          | Không             | Không                     | Không                       | 1                 | Không              | Không                              | Không             | 1                     |
| Q               | Không          | Không             | Không                     | Không                       | Không             | 3                  | Không                              | Không             | 1                     |
| R. Mika         | Không          | Không             | Không                     | 3                           | Không             | Không              | Không                              | Không             | 1                     |
| Remy            | Không          | Không             | Không                     | Không                       | Không             | 3                  | Không                              | Không             | 1                     |
| Retsu           | 1N             | Không             | Không                     | Không                       | Không             | Không              | Không                              | Không             | 1                     |
| Rolento         | Không          | Không             | Không                     | 2                           | KhôngC            | Không              | KhôngC                             | Không             | 1                     |
| Rose            | Không          | Không             | Không                     | 1                           | Không             | Không              | KhôngC                             | 2                 | 2                     |
| Rufus           | Không          | Không             | Không                     | Không                       | Không             | Không              | Không                              | 1                 | 1                     |
| Ryu             | 1              | 1                 | 1                         | 1                           | 1                 | 1                  | 1                                  | 1                 | 8                     |
| Sagat           | 1N             | 1                 | 1                         | 1                           | 2+                | Không              | KhôngC                             | 1                 | 6                     |
| Sakura          | Không          | Không             | Không                     | 2                           | 1H                | Không              | 1                                  | 2                 | 4                     |
| Sawada          | Không          | Không             | 1                         | Không                       | Không             | Không              | Không                              | Không             | 1                     |
| Sean            | Không          | Không             | Không                     | Không                       | Không             | 1                  | Không                              | KhôngC            | 1                     |
| Seth            | Không          | Không             | Không                     | Không                       | Không             | Không              | Không                              | 1                 | 1                     |
| Shadow          | Không          | Không             | Không                     | Không                       | 2                 | Không              | Không                              | Không             | 1                     |
| Sharon          | Không          | Không             | Không                     | Không                       | 2                 | Không              | Không                              | Không             | 1                     |
| Shin Akuma      | Không          | Không             | Không                     | 2                           | 1                 | Không              | Không                              | 4                 | 3                     |
| Shin-Bison      | Không          | Không             | Không                     | 3N                          | 3N                | Không              | Không                              | Không             | 2                     |
| Shin Gouken     | Không          | Không             | Không                     | Không                       | Không             | Không              | Không                              | 3N                | 1                     |
| Skullomania     | Không          | Không             | Không                     | Không                       | 1                 | Không              | Không                              | Không             | 1                     |
| Sodom           | Không          | Không             | Không                     | 1                           | Không             | Không              | KhôngC                             | Không             | 1                     |
| T. Hawk         | Không          | 4                 | Không                     | 3H                          | Không             | Không              | Không                              | 3                 | 3                     |
| Twelve          | Không          | Không             | Không                     | Không                       | Không             | 3                  | Không                              | Không             | 1                     |
| Urien           | Không          | Không             | Không                     | Không                       | Không             | 2                  | Không                              | Không             | 1                     |
| V. Rosso        | Không          | Không             | Không                     | Không                       | 2+                | Không              | Không                              | Không             | 1                     |
| Vega            | Không          | 1                 | 1                         | 3                           | 2                 | Không              | KhôngC                             | 1                 | 5                     |
| Yang            | Không          | Không             | Không                     | Không                       | Không             | 1                  | Không                              | 4                 | 2                     |
| Yun             | Không          | Không             | Không                     | 3↑H                         | Không             | 1                  | KhôngC                             | 4                 | 3                     |
| Zangief         | Không          | 1                 | 1                         | 2                           | 1                 | Không              | 1                                  | 1                 | 6                     |
| Total           | 12             | 17                | 17                        | 38                          | 35                | 20                 | 8                                  | 40                |                       |

Ghi chú:
1. ^N  Giới thiệu nhân vật không chơi được.
2. ^H  Giới thiệu nhân vật trong phiên bản home.
3. ^C  Xuất hiện làm nền cho game.
4. ^O  Chỉ xuất hiện trong game, và không ở phần tiếp theo nào.